# Combat (giornale)
Combat è stato un giornale francese fondato durante la seconda guerra mondiale, nel 1941, come giornale clandestino della Resistenza francese.

## Storia

### Gli anni della guerra
Combat nacque come erede di giornali clandestini di movimenti della Resistenza francese. Due di questi si unirono nel 1940 per formare il Movimento di liberazione nazionale, che nel 1941 assunse il nome di Combat; lo stesso nome fu dato al giornale. Il primo numero apparve nel dicembre 1941, sotto la guida di Berty Albrecht e Henri Frenay. La stampa di Combat fu diretta da André Bollier. Grazie all'organizzazione messa in atto, la tiratura raggiunse le 10 000 copie durante l'estate del 1943, e aumentò a 50 000 copie con il numero 503 del 1º novembre 1943.
I principali partecipanti alla pubblicazione erano Albert Ollivier, Jean-Paul de Dadelsen, Jean Bloch-Michel, Georges Altschuler e soprattutto Pascal Pia, che vi fece entrare l'amico Albert Camus nell'autunno 1943. Tra i più notevoli contributori vi erano Jean-Paul Sartre, André Malraux, Emmanuel Mounier, Raymond Aron e Pierre Herbart. Dal 1943 al 1947 il suo redattore capo fu Albert Camus. La stampa del giornale fu organizzata da André Bollier fino al suo arresto da parte della Milice française. Durante la direzione di Camus, il quotidiano uscì definitivamente dalla clandestinità e si avviò su una linea indipendente, antitotalitaria e democratica, smarcandosi a più riprese dalla sinistra comunista e aprendo dal 1946, pur con le dovute riserve e senza diventarne la voce ufficiale, alle politiche di Charles De Gaulle. Fu altresì il primo giornale europeo a condannare senza attenuanti i bombardamenti atomici di Hiroshima e Nagasaki e la spettacolarizzazione che li accolse: a questo proposito Camus scrisse un duro editoriale nell’edizione dell'8 agosto 1945.

### Dopo la guerra
Nel 1947 il sodalizio tra Pia e Camus si sciolse: la direzione politica e amministrativa guidata dai due giunse dunque alla decisione di ritirarsi. A lasciare il giornale (passando a Le Figaro) fu anche il politologo Raymond Aron, che di Combat era stato uno dei principali editorialisti politici durante la direzione dello scrittore e saggista di origini algerine. In difficoltà finanziarie, il giornale fu rilevato dal giornalista Claude Bourdet, che chiese all'uomo d'affari franco-tunisino Henri Smadja di finanziarlo in cambio di una partecipazione di minoranza. Fedele alle sue origini, il giornale cercò di diventare il luogo di espressione per coloro che credevano nella creazione di un movimento popolare di sinistra non comunista in Francia. Camus continuò a intervenire sulle colonne di Combat anche successivamente al suo addio alla direzione, fino al 1949, seppur molto più saltuariamente e pubblicando anche su altre riviste.
Nel luglio 1948 (più di un anno dopo la crisi del maggio 1947 e l'esclusione dei ministri del Partito Comunista dal governo), Victor Fay, un attivista marxista, assunse la direzione di Combat, ma questo non fermò l'evoluzione del quotidiano verso argomenti più popolari, riducendo la parte dell'informazione politica.
La guerra d'Indocina provocò attriti tra Claude Bourdet, contrario, e Henri Smadja, che appoggiava i gollisti; Bourdet lasciò il giornale per fondare, nel marzo 1950, L'Observateur politique, économique et littéraire, che sarebbe poi divenuto France-Observateur, portandosi con sé i principali redattori che aveva convinto a lanciarsi nell'avventura di un settimanale. Louis Pauwels divenne il nuovo direttore di Combat.
Nel 1950 ospitò un dibattito sull'affare Notre-Dame, suscitato da una veemente lettera di André Breton in risposta al direttore Louis Pauwels.

### Guerra d'Algeria
Nel 1960 Henri Smadja nominò a capo della redazione il giovane Philippe Tesson. Questi aprì la redazione a opinioni di varie tendenze, sia di destra sia di sinistra. Durante la guerra d'Algeria, il giornale pubblicò sia articoli contrari al colonialismo sia alla ribellione del FLN.
Riguardo alla politica del governo, il giornale ne condannava il disimpegno di fondo dall'Algeria e esprimeva un profondo anti-gollismo. Si schierò anche contro una Algeria indipendente musulmana o comunista. In questo periodo, la redazione di Combat si trovava allo stesso indirizzo, al 2 di rue du Croissant, vicino alla Borsa di Parigi, del periodico L'Esprit Public di Roland Laudenbach, ritenuto la voce ufficiosa dell'OAS, l'organizzazione paramilitare che combatteva contro l'indipendenza dell'Algeria.

### Maggio 1968
Durante la crisi del maggio 1968 Combat  sostenne il movimento studentesco anche se da un punto di vista stalinista. Il 3 giugno 1968 pubblicò una versione falsificata del Discorso a tutti i lavoratori del Consiglio per il mantenimento delle occupazioni, rimuovendo i riferimenti all'Internazionale situazionista e agli attacchi contro gli stalinisti.

### Scioglimento
Nel marzo 1974 Philippe Tesson lasciò Combat per fondare Le Quotidien de Paris, che aveva concepito come il successore di Combat.
Henri Smadja si suicidò il 14 luglio 1974 e Combat cessò definitivamente di essere pubblicato il mese successivo.